# Yves Christe
Yves Christe (* 1939) ist ein Schweizer Kunsthistoriker.

## Leben
Nach der Promotion in Genf 1969 war er an der Universität Genf von 1984 bis 2004 ordentlicher Professor für Archäologie und Kunstgeschichte der Antike und des Mittelalters.

## Schriften (Auswahl)
- Les grands portails romans. Études sur l’iconologie des théophanies romanes. Genève 1969, OCLC 1069340588.
- L’apocalypse de Jean. Sens et développements de ses visions synthétiques. Paris 1996, ISBN 2-7084-0483-0.
- Das Jüngste Gericht. Darmstadt 2001, ISBN 3-534-15964-0.